# قنب مانيلا

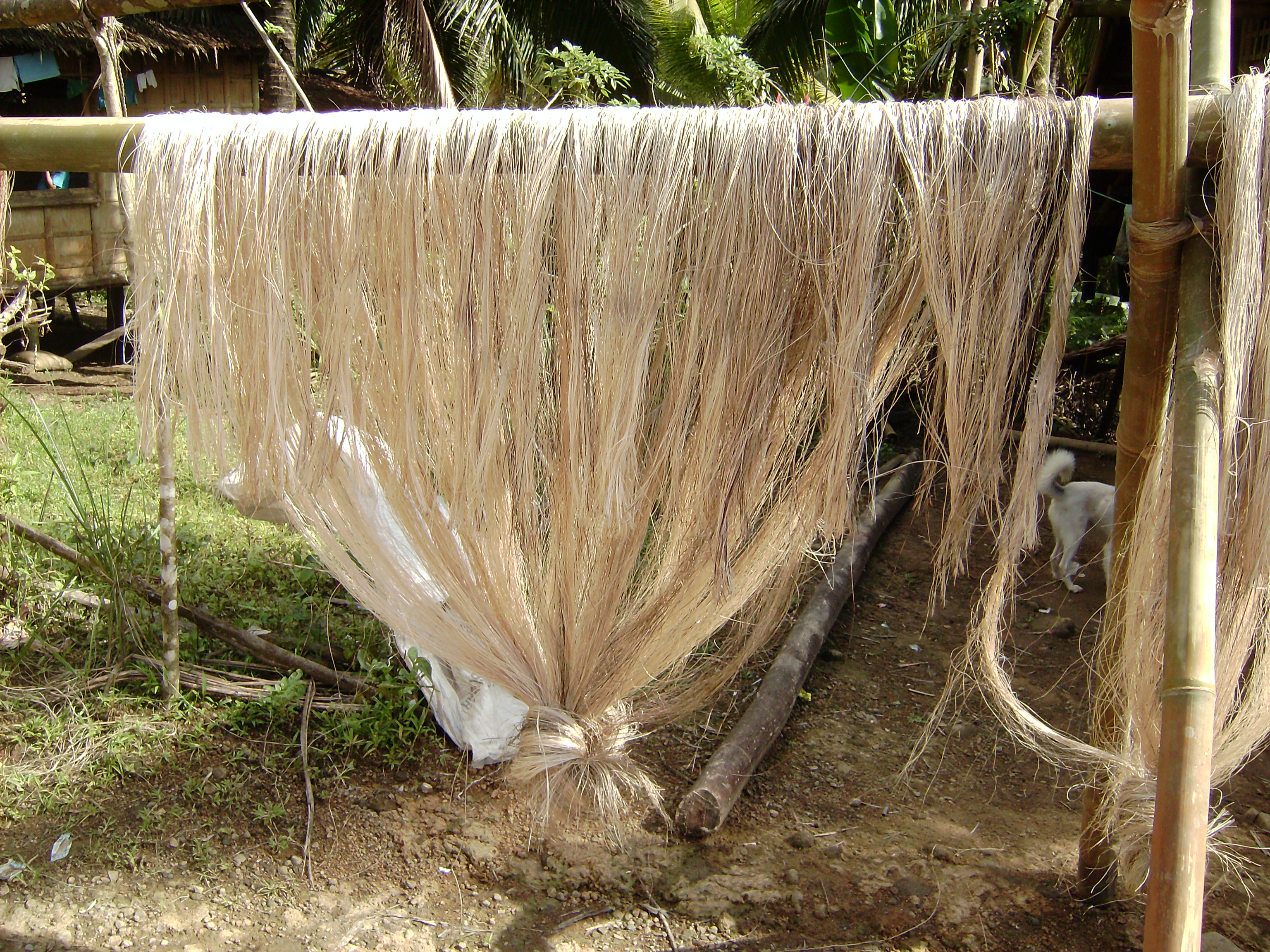

قنَّب مانيلاّ نبات يزرع في بورنيو والفلبين وسومطرة من أجل أليافه.
ينمو هذا النبات إلى ارتفاع ستة أقدام وله أوراق ضخمة مستطيلة.وتنمو أوراق قنب مانيلا على الساق، وتكون قاعدة الأوراق غمدًا (غطاء) حول الساق. وتحتوي الأغماد على الألياف القيِّمة. وتتراوح أطوال الألياف السميكة بين متر ونصف المتر إلى ثلاثة أمتار ونصف المتر.

## المكونات
تتكون أساسا من سليلوز النبات والخشبين ومادة البكتين.

## أصل الاسم
يباع اللِّيف بعدَ فصله تحت اسم مانيلا، يأخذ اللِّيف اسمه من أكبر مدن الفلبين.

## الحصاد
يحصد المزارعون حقول القنب كل ثلاثة إلى ثمانية أشهر. ويقطعون النبات الذي اكتمل نضجه، لكنهم يتركون الجذور لتنمو من جديد. وبذا تنمو نباتات جديدة وتُفْصَل أغماد الأوراق بعد سلخها وتعريتها.